# RBD (domen)
Raf-sličan Ras-vezujući domen je evoluciono konzerviran proteinski domen. To je Ras-gradivni domen koji je nađen u proteinima srodnim sa Ras-om.

## Primeri
Humani proteini koji sadrže ovaj domen su:
- RAF1
- [2]

## Literatura
1. ↑  Ponting CP (1999). „Raf-like Ras/Rap-binding domains in RGS12- and still-life-like signalling proteins”. J. Mol. Med. 77 (10): 695—8. PMID 10606204. doi:10.1007/s001099900054.
2. ↑  Snow BE; Antonio L; Suggs S;  . (1997). „Molecular cloning and expression analysis of rat Rgs12 and Rgs14.”. Biochem. Biophys. Res. Commun. 233 (3): 770—7. PMID 9168931. doi:10.1006/bbrc.1997.6537.